# Hellinsia acuminatus
Hellinsia acuminatus là một loài bướm đêm thuộc họ Pterophoridae. Nó được biết đến ở Nam Phi.